# Que no que no/Dindi
Qué no, qué no!/Dindi è il 54º singolo di Mina, pubblicato il 31 marzo 1963 su vinile a 45 giri dall'etichetta Italdisc.

## Il disco
Ne esiste una versione promozionale per jukebox (NON in vendita) con identico numero di catalogo.
Copertina ufficiale: fronte e retro.
Le due canzoni sono contenute negli album ufficiali Stessa spiaggia, stesso mare del 1963 e Mina Nº 7 del 1964, oltre che nella raccolta su CD Ritratto: I singoli Vol. 2 del 2010.
Tony De Vita e la sua orchestra accompagnano Mina nei due brani.

## Qué no, qué no!
Brano ritmo samba presentato da Mina solo in spagnolo (non esiste una versione in italiano), è presente anche nelle antologie Mina canta in spagnolo (1995), Internazionale (1998) e Mina in the world (2000).
Nelle discografie estere dell'artista è disponibile nell'Extended Play Y de hai (Discophon 27.144), pubblicato in Spagna nel 1962.

## Dindi
Cover con titolo invariato del successo originale di Sylvia Telles in portoghese (testo di Antônio Carlos Jobim) del 1959.
Mina non ha mai il inciso il brano nella lingua originale, ma versioni in:
- italiano (durata 2:51), testo di Giorgio Calabrese, in questo singolo, negli album Stessa spiaggia, stesso mare (1963) e Mina Nº 7 (1964).
- spagnolo (durata 2:50), non è noto l'autore del testo, reperibile nelle raccolte Mina canta in spagnolo (1995), Mina in the world (2000).[4]

Nella discografia spagnola si trova nell'EP del 1963 Un desierto (Discophon 27.220).
- inglese, testo di Ray Gilbert, nell'album L'allieva del 2005.

## Tracce
Lato A
1. Qué no, qué no! – 1:47 (testo: Tullio Romano – musica: Pietro 'Pierino' Codevilla; edizioni musicali Ducale)

Lato B
1. Dindi – 2:51 (testo: Giorgio Calabrese 'Screwball' – musica: Antônio Carlos Jobim, Aloysio de Oliveira; edizioni musicali S. Cecilia)